# 横浜ウォーカー
『横浜ウォーカー』（よこはまウォーカー、YOKOHAMA Walker）は、日本の出版社・KADOKAWAが刊行していた都市情報雑誌。

## 概説
1998年3月20日、角川書店が発行する『東京ウォーカー（Tokyo Walker）』の姉妹誌として創刊。ウォーカー誌では東京、関西、東海、九州（現・福岡）に続く5誌目の創刊で、関東エリアでは2誌目となる。全国ウォーカー誌の中で唯一、都市名の英文表記がすべて大文字である。
タイトル通り横浜市を中心とした神奈川県全域と東京都の一部（主に町田市、世田谷区二子玉川周辺、大田区羽田空港周辺）、千葉県の一部（主に東京ディズニーリゾートを中心とした浦安市）、静岡県の一部（主に熱海市）を取材対象地域とし、地域のデートスポット、グルメ、イベント、映画、音楽情報などを徹底網羅している。
表紙については東京などと同様、旬の女性タレント（もしくは男性タレント）を起用している。（→東京ウォーカー#表紙を参照）
2008年4月22日発売号での誌面一新に伴い、文字サイズが一回り大きくなった。また、2009年6月23日発売号より誌面が大幅にリニューアルされ、判型もA4変形からA4正寸に若干サイズアップされている。
創刊から2013年3月26日発売号までは隔週火曜日発売だったが、2013年4月より月刊化され毎月20日（20日が日曜・祝日の場合は前日）発売に変更となる。
2017年12月20日発売の2018年1月号をもって休刊したが、ウォーカームックで『横浜ウォーカー』の名は存続され2018年1月以降は隔月刊（奇数月20日前後）での発売となる。
2019年1月19日発売の2019年2月号より月刊誌として復刊し、毎月20日（20日が日曜・祝日の場合は前日）発売していたが、2020年6月20日発売予定の合併号を以て再度休刊されることになった。今後は同じく休刊となる『東京ウォーカー』、『九州ウォーカー』と共にウェブサイト「ウォーカープラス」にて情報発信を続ける方針。

## 販売エリア
- 神奈川県全域
- 東京都の一部（主に町田市・世田谷区・大田区など）
- 千葉県の一部（主に浦安市など）
- 静岡県の一部（主に熱海市など）

で販売しているが、その他の地域でも大型書店で購入が可能。

## 記事・連載
（2009年現在）
- 特集
  - 巻頭特集
  - 横浜の最新グルメ情報
  - 最新デートスポット情報
- News Walker
- ハマなび
  - デパート・SC&ホテル
  - ハマスポ（横浜ベイスターズ、横浜F・マリノス、横浜FCの最新情報）
  - コンビニ
- エンタテインメイントニュース
  - 映画（ロードショー作品紹介、上映スケジュール）
  - 注目の人 Face
  - CD・DVD・GAME・BOOK（リリースニュース）
  - テレビ（2週間TVカレンダー、2週間分番組表）
- 連載
  - 東京ディズニーリゾート
  - ラーメンWalker通信
  - ジモト料理人のひみつのレシピちゃん
  - グルメウォーカー
  - ハマの音楽家
  - Fヨコの謎を解く!ホズミンの突撃レポ
  - Mimiよりなウワサッ!
  - YW KINGDOM
- 超ハマぐる
- ジモト愛オールスターズ
- USJ通信
- プレミアプレゼント
- 12星座占い
- 次号予告

### 過去
- ハガキの港 - 読者投稿ページ
- News Flash
- Hama★Watching
- シネマクラブ
- ハマなび・得するグルメ
- ジモトメディアステーション
- ハマの職人力
- カレーWalker
- ジモトの(新)スイーツ
- Walker Store（誌上通販）
- 開国博Y150タイムス（2009年4月～9月）

ほか

## テレビ番組表
以前はテレビ情報ページに2週間分のテレビ番組表をGコード付きで掲載しており、1ページに1日分（全14日）を掲載。2008年7月までは各ページ、1日の番組表の下に4番組を紹介していた（広告スペースの都合で2番組になるページもあった）が、後に1ページ全体で番組表ページとなっていた。並びはNHK総合、日本テレビ、テレビ朝日、TBSテレビ、テレビ東京、フジテレビの順。また、ハーフサイズで上からtvk、NHK衛星第1（現・NHK BS1）、NHK衛星第2（現在のNHK BSプレミアムに当たる）だった。　
2009年6月23日発売号から2013年3月販売分までは誌面一新に伴い、番組表の前の2ページに「2週間TVカレンダー」を掲載。2週間分の最新番組情報、スポーツ番組情報のほか、その週内に放送される5番組の解説を写真付きで紹介していた。
月刊化されてからは、テレビ番組表や番組解説記事は基本掲載していないが、毎年12月中旬に発売の1月増刊号に限り12月中旬～翌年1月上旬の番組予定表（地上波のみ）と番組解説記事を掲載した「TV Walker」が綴じ込み付録として付く。

## テレビ番組との連動
本誌創刊の1998年から2008年まで、tvkで本誌と連動した番組を放送していた。
- YWTV（1998.8-2004.3）
- みんなが出るテレビ（2004.5-2008.12）